# Assolutismo
(Digesta, I, 4, 1 pr.)
L'assolutismo è un modello politico in cui il sovrano è il detentore assoluto di tutti i poteri dello Stato, configurandosi così come uno Stato assoluto. Questo modello è stato spesso applicato nelle monarchie di età moderna, legittimate dal concetto di "diritto divino dei re"; esso implica che l'autorità di un governante derivi direttamente da Dio.
Proprio per questo motivo la monarchia assoluta si contrappone a quella costituzionale, dove i poteri del re sono limitati dalla Costituzione, che sancisce i diritti dei cittadini. Nella sua accezione regia, però, il termine non va confuso con la tirannide: il tiranno è colui che governa senza legittimità né limiti, mentre il monarca assoluto è tenuto a rispettare varie norme sociali e religiose.
Il termine "assoluto" deriva dall'unione dei due termini latini ab ("da") e il participio passato solutum ("sciolto"), ovvero sciolto da ogni costrizione esterna. Quindi il sovrano assoluto è colui che può esercitare liberamente il proprio potere.

## Storia
Nel XVII secolo, l'assolutismo monarchico si affermò in Francia e in altri Paesi dell'Europa continentale, come la Prussia e la Russia degli zar. 
Nell'Europa dell'inizio dell'età moderna era la forma di governo più diffusa, nella sua incarnazione di Stato dei ceti dove il potere del principe era affiancato da una corte, ufficiali, parlamenti, Diete, nei quali erano presenti le classi privilegiate, come il clero e la nobiltà, ma spesso il potere di questi apparati si riduceva ad essere puramente consultivo. Non avevano seria influenza nelle decisioni, solamente cercavano di difendere i propri privilegi.
Tra il Quattrocento e il Cinquecento, i monarchi ridimensionarono i poteri di tali ceti, nonostante questi tendessero ad allargare la propria presenza.
La necessità di mantenere eserciti permanenti e di imporre tributi senza interpellare i sudditi facilitò il rafforzamento dei monarchi di fronte alla nobiltà e alla borghesia, mentre le guerre contribuirono allo sviluppo del sentimento nazionale e nella figura del sovrano sembrò incarnarsi l'intera nazione. In Francia, in Prussia e più tardi in Russia, la cultura del Cinque-Seicento sostenne l'idea di un primato politico, culturale ed etico-religioso della Nazione. Nell'ambito religioso, il cattolicesimo, dopo il Concilio di Trento (1545-1563), favorì l'affermarsi dell'idea di sovrano come rappresentante dell'ordine razionale voluto da Dio. Diversificato fu invece l'atteggiamento del mondo protestante: i calvinisti furono decisi avversari dell'assolutismo, mentre i luterani, seguendo le dottrine del loro maestro, videro nel principe anche il capo della comunità religiosa, perché ritennero che egli solo, con la sua autorità assoluta, potesse reprimere la volontà dei malvagi. 
Lo sviluppo del capitalismo commerciale e finanziario favorì anch'esso l'affermazione dell'assolutismo regio. 
Infatti, la necessità di mantenere eserciti permanenti e l'esigenza di una burocrazia sempre più complessa costrinsero i sovrani a chiedere ingenti prestiti ai grandi mercanti/banchieri in cambio di larghe concessioni, come lo sfruttamento di territori nelle colonie o l'appalto della riscossione delle imposte sul territorio nazionale.
Gli ultimi monarchi assoluti tentarono talvolta di governare secondo i principi dell'Illuminismo, e vengono quindi chiamati despoti illuminati. Essi tentarono di permettere ai loro sudditi di vivere più liberamente la loro vita di tutti i giorni, mantenendo al tempo stesso la monarchia autocratica. Nel Settecento furono considerati tali Federico II di Prussia, Caterina II di Russia e Giuseppe II d'Asburgo. L'assolutismo, come termine, non comparve fino al XIX secolo, quando la tradizionale "età dell'assolutismo" era ormai passata.

## Origine concettuale
Tradizionalmente l'origine del concetto di sovrano assoluto si individua negli scritti di Jean Bodin. Egli sosteneva l'unità, indivisibilità e perpetuità della sovranità.
Hobbes, nella sua filosofia della legge naturale, riteneva che i governanti assoluti emergessero in accordo con gli istinti fondamentali degli uomini, in particolare la loro paura della morte e il loro bisogno di potere. Nella sua visione, non poteva esserci ordine sociale senza la cessione del potere a un singolo individuo che lo avrebbe usato per limitare le tendenze violente e anti-sociali del popolo. Hobbes insisteva anche sull'irreversibilità del potere assoluto comunque acquisito, per vie pacifiche o violente, legali o illegali. Nell'analisi di Hobbes, il monarca assoluto si impone sul popolo privandolo dei diritti tramite un contratto siglato tra individui, che decidono di loro spontanea volontà di privarsi dei poteri per conferirli a una sola persona. Il prodotto di questo contratto è la figura del sovrano, grazie alla quale la moltitudine di individui può vedersi come un corpo politico unitario.
Per coloro che credevano che il monarca assoluto fosse stato scelto da Dio, la ribellione contro il monarca era equivalente alla ribellione nei confronti di Dio. Quindi, il governo era considerato assoluto, in quanto non poteva essere sfidato.

## Storiografia
Il termine assolutismo venne utilizzato per indicare le monarchie di ancien règime solo all'inizio dell'Ottocento, inizialmente durante la restaurazione spagnola, poi diffusosi in Germania grazie ad Hegel.
I filosofi hegelisti, come Eduard Gans, utilizzarono questa categoria concettuale nel quadro della Staatsbildung, ovvero la ricerca (prima filosofica, successivamente storica) sull'origine o formazione dello Stato. La forma statale sei-settecentesca e i suoi caratteri precipui vennero così studiati tramite alcuni argomenti, come l'accentramento amministrativo e la riforma degli eserciti e delle finanze, che rimasero per lungo tempo dominanti nella storiografia.
Il paradigma di riferimento era la Francia di Luigi XIV, per quanto furono rintracciati alcuni aspetti anche nella Spagna di Filippo II e nell'Inghilterra Tudor. L'assolutismo era considerato dunque una "tappa fondamentale" di transizione tra lo Stato medievale e lo Stato moderno. Ad esso si venne ad aggiungere la Prussia di Federico il Grande come ulteriore fase intermedia verso lo Stato costituzionale, caratterizzato dalla burocrazia e dal superamento della società cetuale tramite le riforme.
Solo successivamente vennero presi in considerazione, nell'analisi storica delle monarchie assolute, i rapporti tra esse e i diversi elementi "non assolutistici"; i quali potevano essere corpi intermedi come istituzioni cetuali e associazioni, oppure poteri locali e regionali e signorie. Un quadro è stato tracciato da Gerhard Oestreich in Poteri di struttura dell'assolutismo europeo, nel quale indica Leopold von Ranke come iniziatore degli studi sull'assolutismo, dei quali poi delinea lo sviluppo nelle diverse concezioni ottocentesche e novecentesche legate allo Stato liberale.
Negli ultimi decenni del Novecento, il concetto di assolutismo è stato spesso considerato foriero di equivoci, a tratti limitante come sintesi dei tipici problemi politici dell'Età moderna; nonostante ciò rimane fondamentale per illustrare determinati periodi storici, centrali per alcuni paesi europei, e ancora capace di descrivere e inquadrare vicende storiche e gli elementi di conoscenza ad esse collegate.

## Estensione del concetto di assolutismo
Vi sono politologi che, basandosi sul significato letterale della definizione, estendono il concetto di monarchia assoluta anche a Stati non dotati formalmente di un sovrano, che quindi potrebbero anche definirsi "repubbliche assolute", ma governati assolutisticamente da un presidente solitamente vitalizio e talora altresì ereditario. 
Esempi passati di questa categoria sono lo Stato di Haiti al tempo dei Duvalier e il Malawi di Hastings Banda.
Tra gli esempi contemporanei si annoverano molti paesi già appartenenti all'Unione Sovietica come il Turkmenistan, il cui capo di Stato e presidente a vita è stato Saparmyrat Nyýazow fino al 2006, nonché, tra gli altri, la Corea del Nord e la Siria.